# 小南峠

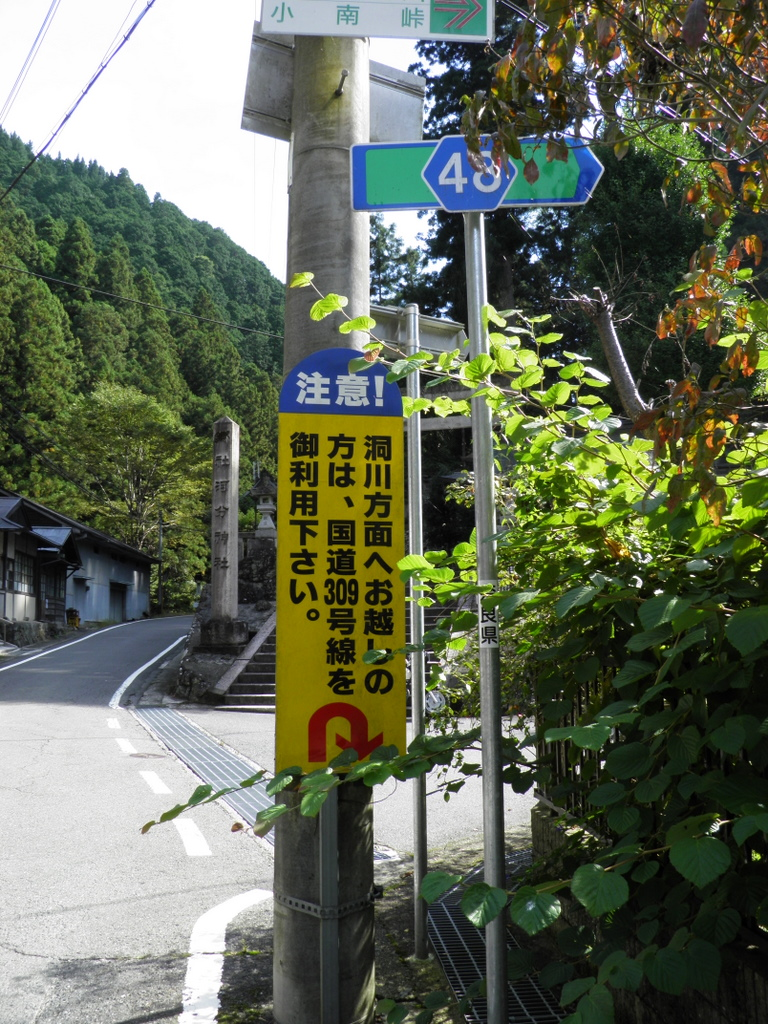
国道309号線への迂回を促す看板（黒滝村中戸）

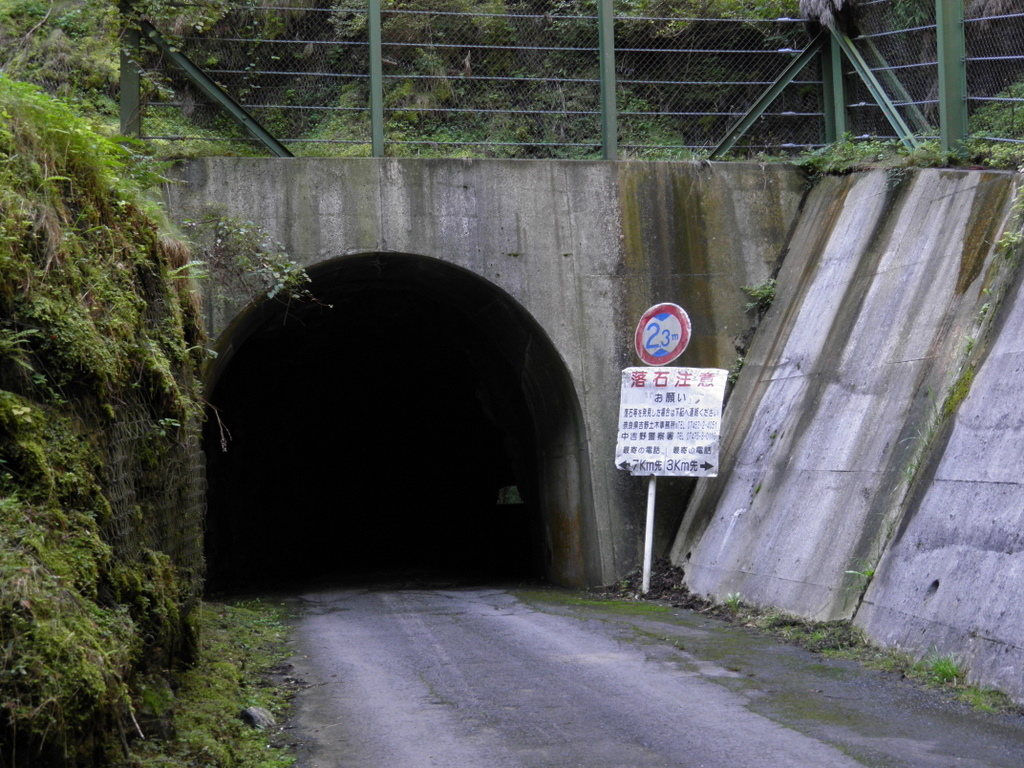
小南峠隧道（天川村洞川）

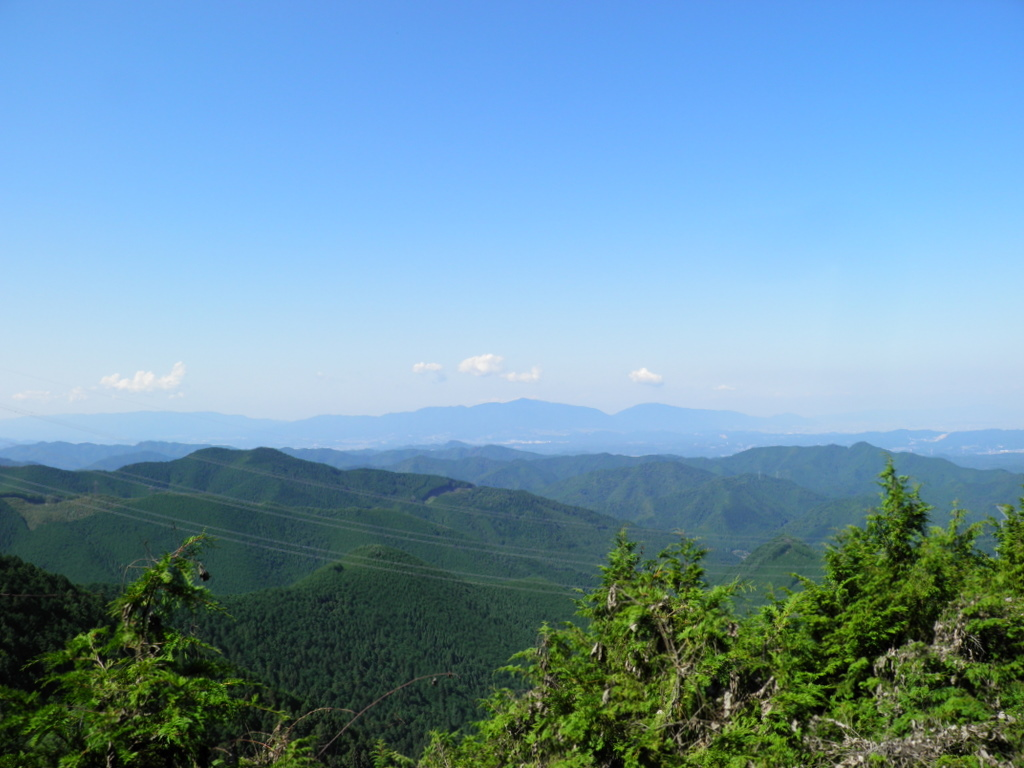
小南峠・開けた場所よりの眺望（黒滝村側の隧道口よりすぐ）

小南峠（こみなみとうげ）は、奈良県吉野郡黒滝村、天川村との村境にある峠。現在は奈良県道48号洞川下市線の小南峠隧道が峠となっているが、隧道が出来る以前は、現在より東へ650mほどの場所にあった。小南峠隧道は現役の素掘りのトンネルである（高さ制限2.7m）。

## 概要
洞川温泉などがある天川村洞川と、北に位置する黒滝村（さらに北の下市町、吉野町）を結ぶ最短ルートであるが、黒滝村寺戸（黒滝村役場付近）から小南峠隧道を経て天川村洞川に入った約8kmは離合困難な1車線の狭路が続いている。特に黒滝村側では最初、谷川沿いの低い場所を走るため雨が降ったあとも道脇からの湧水があったり、また山へと上ってゆく道は擁壁のない区間が多く木々に囲まれ、また北斜面ということもあり日光が入りにくく全般的に見通しが悪い。天候の荒れたあとなどは石や枝、枯葉などの落下物が落ちていることが多々ある。一方、天川村側は隧道より約1.4kmほど離合困難な1車線の狭路でカーブが続くものの、黒滝村側に比べて緩やかで南斜面ということもあり比較的、明るく走りやすい。峠までの距離も黒滝村寺戸から隧道まで約6.6kmなのに対して、天川村洞川龍泉寺から隧道まで約3.2kmしかない。これは黒滝村寺戸付近が標高400m前後なのに対し天川村洞川付近が標高830m前後と高低差があるためである。ちなみに小南峠隧道付近は標高1050mほど。
両側の峠道へと入ってゆく付近には整備された国道309号線への迂回を促す看板がある。黒滝村寺戸からは遠回りになり時間は掛かるが、悪天候時、またその直後や凍結、降雪などが予想される場合は迂回した方が安全で確実である。またこの峠は12月中頃から冬期通行止となる。大阪方面や奈良方面から洞川温泉へ向かう場合も国道309号を南下するのがよいが、カーナビがこの小南峠経由を指示する場合があるので注意が必要である。なお洞川へは川上村の道の駅杉の湯 川上付近から高原洞川林道を経由するルートや吉野山金峯神社付近からの吉野大峰林道もある。共に五番関トンネルを通過して洞川に入るルートであるがあくまでも林道である。

### 歴史
天川村の洞川（どろがわ）は大峯山・山上ヶ岳への登山口であり夏期には門前町として古くから賑わっていた。参詣道として江戸時代からある山上街道は広橋峠で丹生・天川街道から別れ、法者峠、読市峠、小南峠を越えて洞川へ至る最短ルートであった。元々は修験者が山上ヶ岳からの帰路に利用することが多かったというが、洞川と黒滝、下市を結ぶ生活道として使われていた。その山上街道の最難所が小南峠であった。
小南峠の名称の由来は、金峯山寺蔵王堂より南に近い場所にあるため、そう呼ばれたとも伝わるが、この他に米投げ峠の伝承がある。あまりにも苦しい峠道なので貴重な米すら投げ捨ててしまう「米投げ」が転訛し「こみなみ」となったものである。この米投げは、洞川へ入る最後の難所であり、行程も長い小南峠では「ひだる神」に憑かれ、歩行不能になった者も多かったことが伝承の由来かもしれない（ひだる神とは空腹のことで、憑かれないようにするための風習の一つに、ひだる神が憑きそうな場所を通る時は少しの米を撒いて施餓鬼を行うというものがある）。
1901年（明治34年）に洞川住人の熱望により有志が1万円を掛けて小南峠隧道（小南トンネル）が完成すると牛や馬車が通れるようになった。洞川につながる道で当時荷車が通れたのは山上街道だけであり大いに賑わい、小南峠に至る山上街道沿いの川戸（黒滝村中戸の小字、河分神社周辺）は黒滝村の中心地となっていた。
しかし笠木峠、切抜峠を通る丹生・天川街道（国道309号）が整備され天川村川合まで自動車が通れるようになると、川合から虻峠を越えるルート（主要県道大峯山公園線）が主に利用されるようになり、地蔵峠、小南峠を越えるルート（当時の一般県道洞川下市線）は整備が遅れた。また、かつての山上街道を自動車が通行できるようになるのは遥かに後年で、読市峠（粟飯谷 - 寺戸間）は1984年（昭和59年）、法者峠（広橋 - 粟飯谷間）は1994年（平成6年）にトンネルが開通するまで自動車道は建設されなかった。

### 松ヶ茶屋
小南峠の黒滝村側の中腹には松ヶ茶屋跡があり、国土地理院1/25,000地図にも記載されている。小南峠は山上参りの人々に利用されてきたが、大正時代末頃から洞川へ笠木峠経由でバスが通ずるようになると、次第に寂れるようになり、現在はその跡地に石碑（昭和48年建立）と廃屋が残るのみである。碑文によれば、安永9年（1870年）から昭和48年（1973年）までこの地には役行者像を安置した堂宇があったという。
茶屋が繁盛していた明治の頃は、葛湯（10銭）、冷やしコーヒー（10銭）、ラムネ、サイダーが出されたという。松ヶ茶屋は下市からは徒歩で4、5時間ほどで、この茶屋で持参の弁当で昼食を取ったようである。このさい数人のグループの場合には茶代として10銭から20銭ほど置いていってくれたという（参考までにこの当時の山林労務者の賃金は日当1円30銭から1円50銭ほど）。また茶屋は荷車と飛脚との中継所としても使われた。
この他、松ヶ茶屋から数百メートルほど登った場所に国見茶屋があったという。元は旧峠近くにあったものが、トンネルへの新道が出来ると、旧峠道と新道との交差する四辻まで下ってきたという。現在は木が覆い茂り眺望は望めないが、国見の名にあるように一円を望むことが出来たようである。

## その他
- 全体的には木々に囲まれた見通しの悪い峠道であるが、黒滝村側で隧道から少し下った場所は、北西方向が開けて眺めが良い（ただし離合困難な箇所）。また途中にある送電線直下付近も木々が伐採されており眺めが良い（離合可能な箇所）。
- 国土地理院の1/25,000地図では、細線（軽車道、幅1.5m以上3m未満の道路）[7]として描かれている。
- 小南峠隧道の黒滝村側隧道口付近から西にある扇形山への登山道がある。扇形山まで約50分